# Kirchbrombach

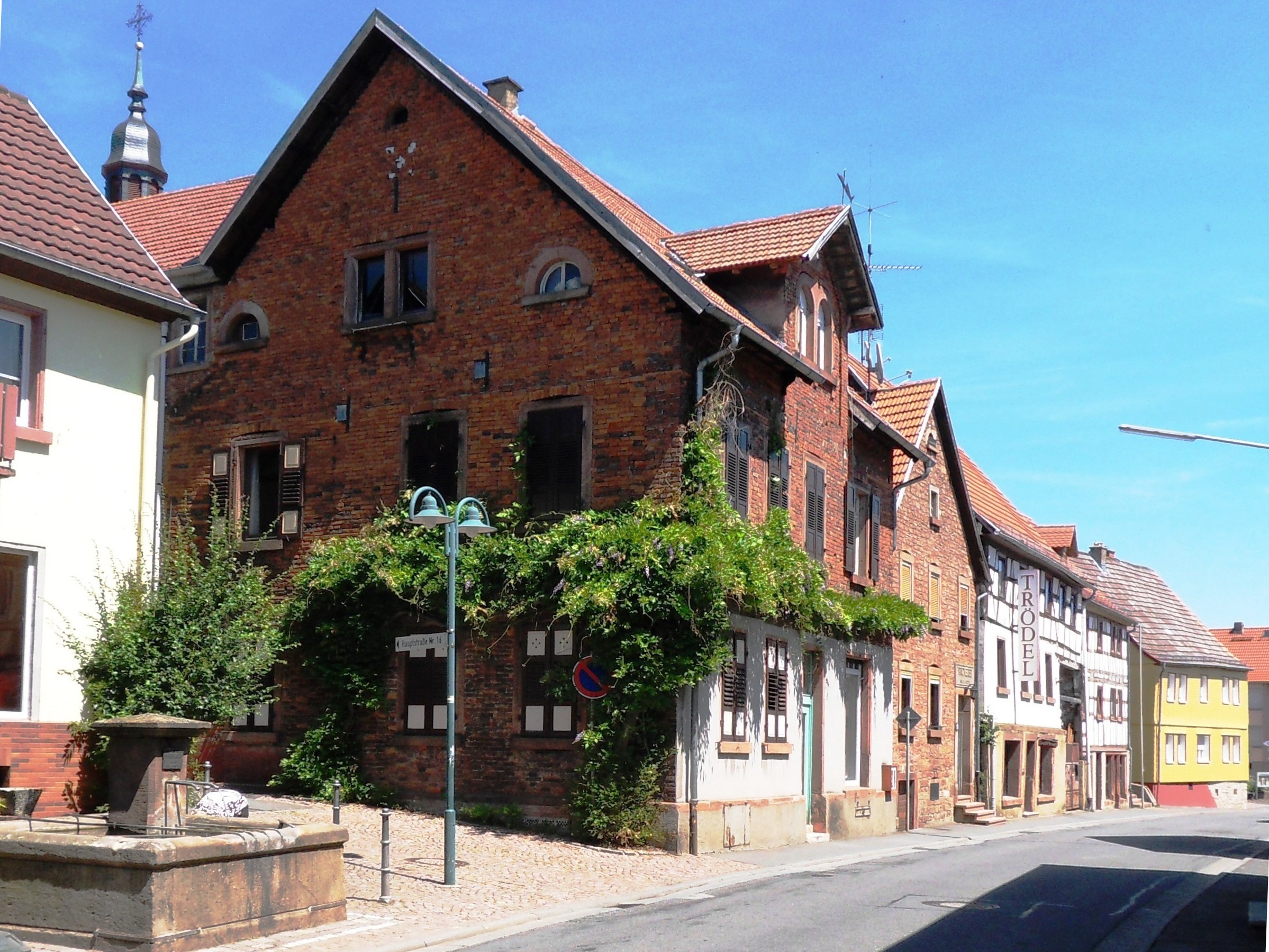
Häuser in der Hauptstraße. Haus in der Bildmitte und Dorfbrunnen stehen unter Denkmalschutz. Im Hintergrund Turmhelm der Evangelischen Kirche

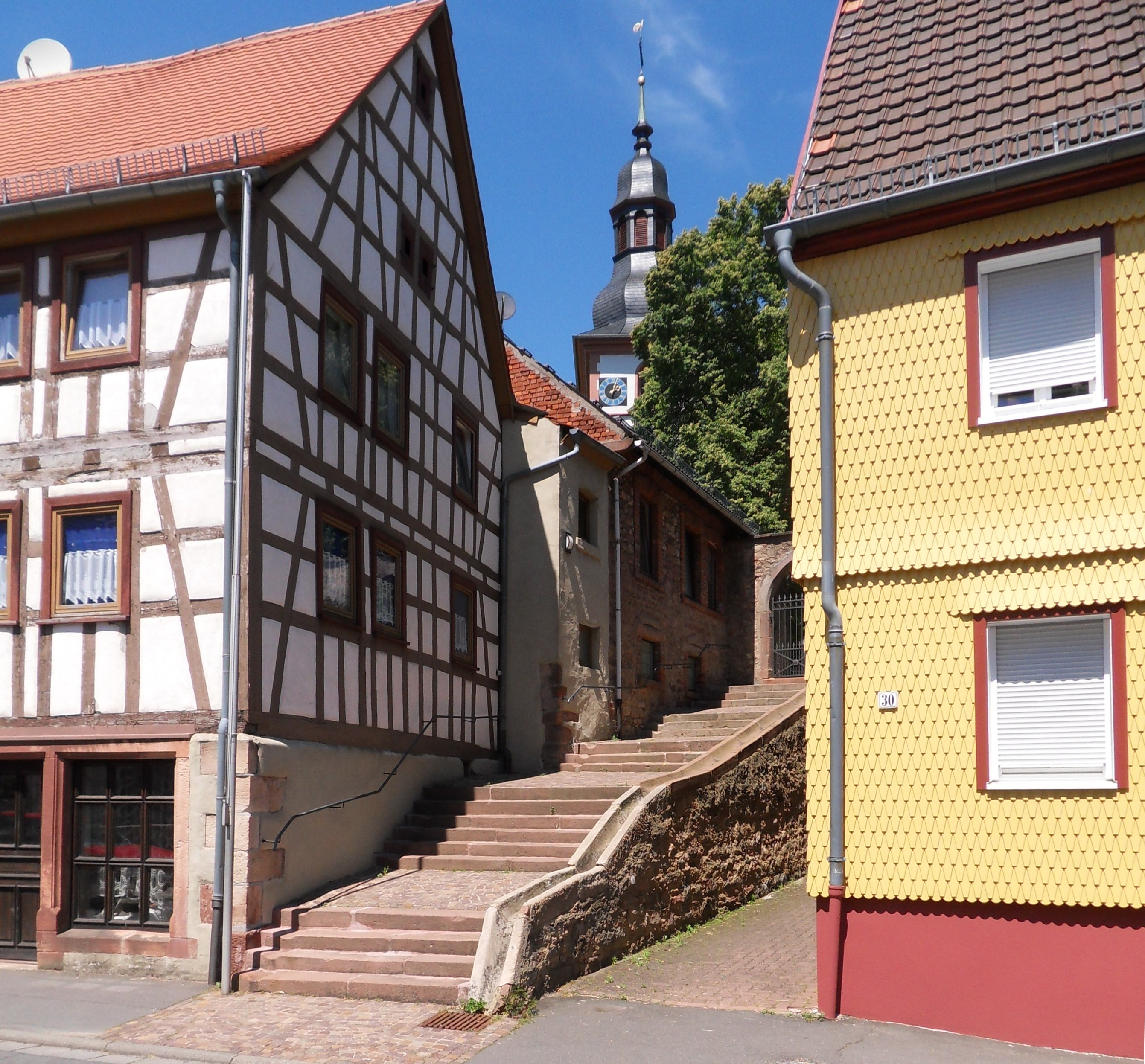
Treppenanlage, zwischen Hauptstraße und Kirchhof

Kirchbrombach (odenwälderisch Kirchbromisch), auch Kirch-Brombach, ist mit über 1600 Einwohnern der größte Ortsteil und zugleich Sitz der Gemeindeverwaltung der Gemeinde Brombachtal im südhessischen Odenwaldkreis.

## Geografische Lage
Kirchbrombach liegt an den sanften Hängen des Dorfbachs, der, von Westen kommend, die Ortslage unterirdisch verrohrt passiert und bei Langenbrombach in den Brombach mündet. Nördlich der Ortslage liegt das tief eingeschnittene Tal des Balsbachs mit einer dort gelegenen gleichnamigen Gehöftgruppe und dahinter der 339 Meter hohe bewaldete Kirchberg. Östlich des Weilers Balsbach (225 Meter) zieht sich die Siedlung Herrenwäldchen den Hang hinauf. Die Gemarkung besteht überwiegend aus landwirtschaftlichen Flächen. Nur im Quellgebiet des Balsbachs und am Kirchberg finden sich größere Waldflächen.

## Geschichte
Das Bestehen des Ortes ist unter dem Namen Branbach seit 1324 urkundlich bezeugt. Auf einem flachen Bergsporn in der Ortsmitte stand im 13./14. Jahrhundert die Burg Kirchbrombach. Sie bildete den Mittelpunkt der zur Herrschaft Breuberg gehörigen Brombacher Zent. An ihrer Stelle wurde die Kirche errichtet, die in der Folge zum Namensbestandteil des Ortes wurde. Von der Burg sind nur Reste in der Ringmauer um die Kirche erhalten geblieben. Zu dem ausgedehnten Kirchspiel der Pfarrei gehörten Wallbach, Kilsbach, Affhöllerbach, Birkert, Böllstein, Hembach, Unter-Gersprenz, Ober-Gersprenz, Ober-Kainsbach, Ober-Kinzig, Nieder-Kinzig, Mittel-Kinzig, Stierbach, Höllerbach, Langenbrombach (halb), der Weiler Balsbach, Gumpersberg und die Wüstung Burg Schnellerts.
Mit der Herrschaft Breuberg gelangte Kirchbrombach 1806 an das Großherzogtum Hessen. Nach Auflösung der alten Amtsstruktur 1822 fiel der Ort in den Zuständigkeitsbereich des Landgerichts Höchst, nach der Reichsjustizreform von 1877 ab 1879 in den des Amtsgerichts Höchst im Odenwald.
Hessische Gebietsreform (1970–1977)
Am 1. Oktober 1971 fusionierte die Gemeinde Kirch-Brombach (amtliche Schreibweise) im Zuge der Gebietsreform in Hessen freiwillig mit vier Nachbargemeinden zur neuen Gemeinde Brombachtal.
Kirchbrombach wurde Sitz der Gemeindeverwaltung.

## Bevölkerung
Einwohnerstruktur 2011
Nach den Erhebungen des Zensus 2011 lebten am Stichtag dem 9. Mai 2011 in Kirchbrombach 1512 Einwohner. Darunter waren 78 (5,2 %) Ausländer. Nach dem Lebensalter waren 252 Einwohner unter 18 Jahren, 552 waren zwischen 18 und 49, 366 zwischen 50 und 64 und 342 Einwohner waren älter. Die Einwohner lebten in 672 Haushalten. Davon waren 180 Singlehaushalte, 216 Paare ohne Kinder und 216 Paare mit Kindern, sowie 52 Alleinerziehende und 9 Wohngemeinschaften. In 153 Haushalten lebten ausschließlich Senioren und in 411 Haushaltungen lebten keine Senioren.
Einwohnerentwicklung
1961 wurden 943 evangelische  (84,57 %) und 159 katholische (14,26 %) Christen gezählt.
| Kirchbrombach: Einwohnerzahlen von 1829 bis 2020 | Kirchbrombach: Einwohnerzahlen von 1829 bis 2020 | Kirchbrombach: Einwohnerzahlen von 1829 bis 2020 | Kirchbrombach: Einwohnerzahlen von 1829 bis 2020 | Kirchbrombach: Einwohnerzahlen von 1829 bis 2020 |
| --- | ------------------------------------------------ | ------------------------------------------------ | ------------------------------------------------ | ------------------------------------------------ |
| Jahr |                                                  |                                                  |                                                  | Einwohner                                        |
| 1829 | 1829                                             |                                                  | 904                                              | 904                                              |
| 1834 | 1834                                             |                                                  | 1.082                                            | 1.082                                            |
| 1840 | 1840                                             |                                                  | 1.148                                            | 1.148                                            |
| 1846 | 1846                                             |                                                  | 1.106                                            | 1.106                                            |
| 1852 | 1852                                             |                                                  | 1.301                                            | 1.301                                            |
| 1858 | 1858                                             |                                                  | 925                                              | 925                                              |
| 1864 | 1864                                             |                                                  | 952                                              | 952                                              |
| 1871 | 1871                                             |                                                  | 913                                              | 913                                              |
| 1875 | 1875                                             |                                                  | 959                                              | 959                                              |
| 1885 | 1885                                             |                                                  | 950                                              | 950                                              |
| 1895 | 1895                                             |                                                  | 864                                              | 864                                              |
| 1905 | 1905                                             |                                                  | 886                                              | 886                                              |
| 1910 | 1910                                             |                                                  | 918                                              | 918                                              |
| 1925 | 1925                                             |                                                  | 882                                              | 882                                              |
| 1939 | 1939                                             |                                                  | 868                                              | 868                                              |
| 1946 | 1946                                             |                                                  | 1.198                                            | 1.198                                            |
| 1950 | 1950                                             |                                                  | 1.134                                            | 1.134                                            |
| 1956 | 1956                                             |                                                  | 1.060                                            | 1.060                                            |
| 1961 | 1961                                             |                                                  | 1.115                                            | 1.115                                            |
| 1967 | 1967                                             |                                                  | 1.205                                            | 1.205                                            |
| 1970 | 1970                                             |                                                  | 1.201                                            | 1.201                                            |
| 1980 | 1980                                             |                                                  | ?                                                | ?                                                |
| 1990 | 1990                                             |                                                  | ?                                                | ?                                                |
| 2000 | 2000                                             |                                                  | ?                                                | ?                                                |
| 2011 | 2011                                             |                                                  | 1.512                                            | 1.512                                            |
| 2020 | 2020                                             |                                                  | 1.644                                            | 1.644                                            |
| Datenquelle: Historisches Gemeindeverzeichnis für Hessen: Die Bevölkerung der Gemeinden 1834 bis 1967. Wiesbaden: Hessisches Statistisches Landesamt, 1968. Weitere Quellen: ; Zensus 2011 |                                                  |                                                  |                                                  |                                                  |

## Religion
Die evangelische Kirchengemeinde Kirchbrombach und ihre Kirche gehören zum Dekanat Odenwald der Evangelischen Kirche in Hessen und Nassau.
Eine römisch-katholische Kirche wurde 1967 errichtet, am 13. August 1967 fand in ihr der erste Gottesdienst statt. Am 15. Oktober 1967 folgte ihre Weihe, sie trug das Patrozinium Maria Himmelfahrt. Zur Kirche gehörte ein Mosaik von Georg Hieronymi, auf dem die heiligen Maria, die Schutzpatronin der Kirche, und Alban von Mainz dargestellt sind. Die Kirche gehörte zuletzt zur Pfarrei St. Johannes der Täufer in Bad König im Bistum Mainz, am 13. August 2022 erfolgte ihre Profanierung.

## Kultur und Sehenswürdigkeiten

### Bauwerke
Die Gesamtanlage Kirchenhügel mit der spätgotischen evangelischen Pfarrkirche aus der Mitte des 15. Jahrhunderts, dem Pfarrhaus und dem Gemeindesaal steht unter Denkmalschutz, ebenso wie eine Reihe von Häusern in der Hauptstraße und in der Höhenstraße und nicht zuletzt das ehemalige Schulhaus in der Schulstraße.
Evangelische Pfarrkirche

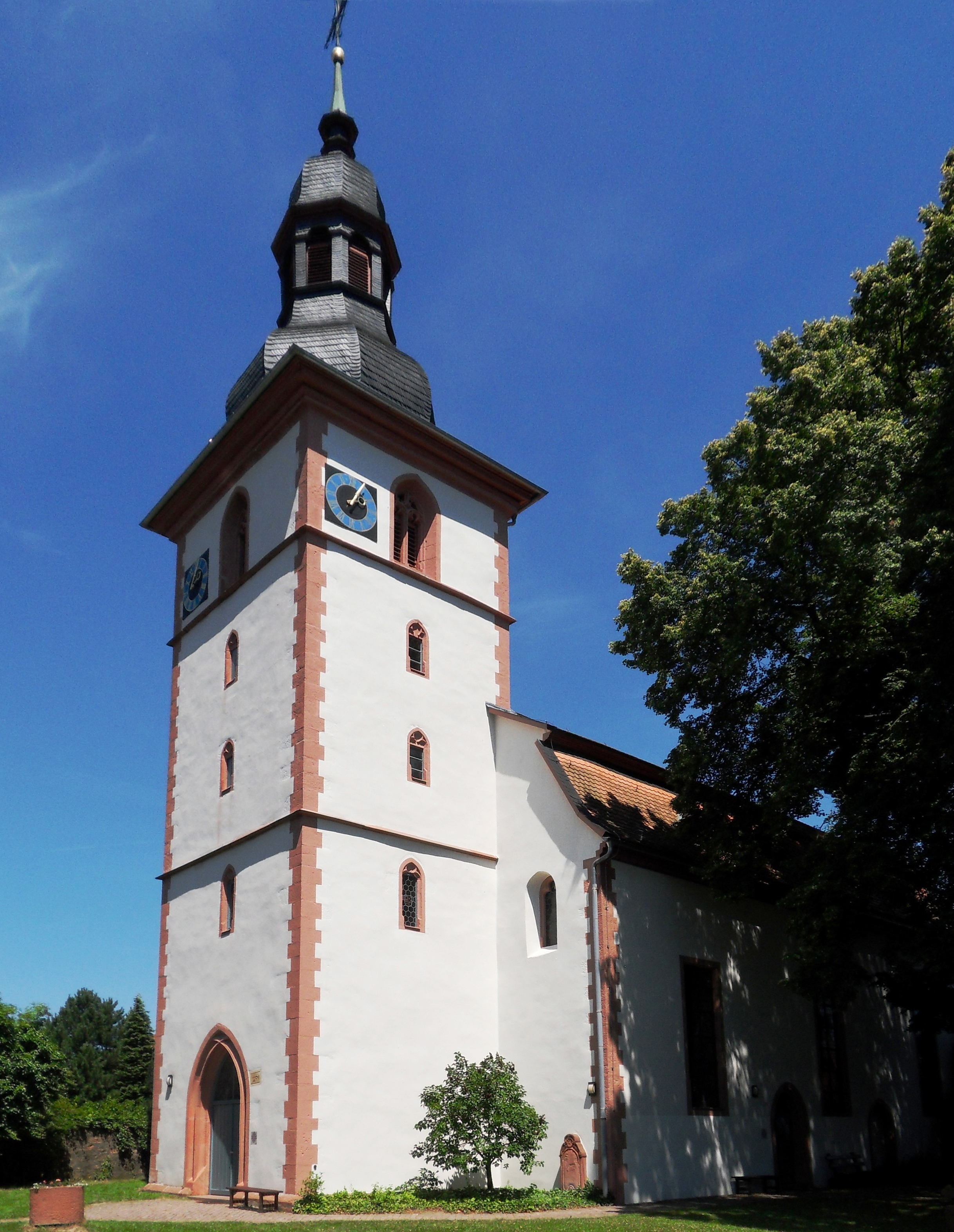
Kirchhof und Evangelische Pfarrkirche

Vor der Reformation gehörte die Kirche zum Chorherren-Stift St. Alban vor Mainz. Aus der Entstehungszeit stammen noch der rechteckige Chor mit rautenförmigen Netzgewölben sowie der quadratische Westturm. Das Langhaus wurde nach einem Brand 1714–15 erneuert; aus barocker Zeit stammt auch die dem Turm aufgesetzte Haube.
Im Inneren sind nach Restaurierungen von 1923 sowie 1961/62 Freskenreste an den Chorwänden (Jüngstes Gericht, Hl. Martin, Kreuzigung) freigelegt worden; der Erhaltungszustand ist rudimentär. Die Ornamentik an den Chorfenstern sowie die Fresken im Chorgewölbe stammen aus späterer Zeit.
Wertvollstes Ausstattungsstück ist ein Flügelaltar aus dem frühen 16. Jahrhundert. Die Holzskulpturen im Mittelteil stellen den Heiligen Alban von Mainz, flankiert von zwei Bischöfen, dar; die Seitenflügel sind bemalt mit Szenen aus dem Leben und Leiden des ehemaligen Patrons. Stilistisch sind die in Ausdruck und Habitus stark bewegten Gestalten mit dem Meister des Babenhausener Altars sowie mit dem Umkreis Matthias Grünewald in Verbindung gebracht worden.
Auf dem Kirchhof steht eine große Linde von 1883; hier befand sich im Mittelalter die Zentgerichtsstätte.

### Naturdenkmale
Nordwestlich des Ortes befindet sich die „Kirchbergeiche“, eine große Stieleiche, welche als Naturdenkmal geschützt ist.

### Sport

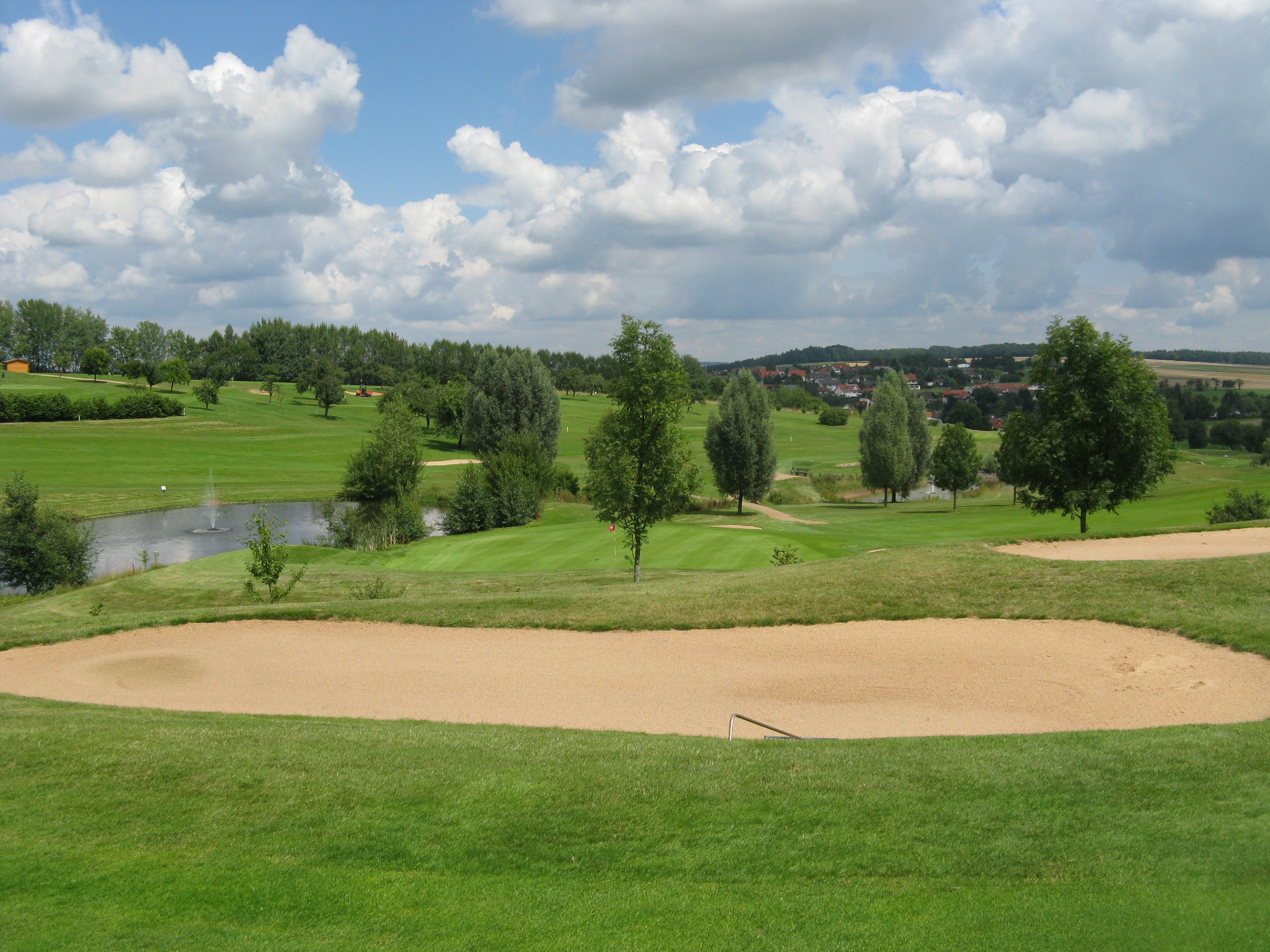
Golfplatz, Loch 3

- Der TSV Kirchbrombach (Behindertensport,  Handball, Leichtathletik, Turnen) existiert seit 1871.
- Am westlichen Ortsrand wurde ein Schwimmbad errichtet.
- Mehrere markierte Wanderrouten in die Umgebung starten in Kirchbrombach, beispielsweise nach Bad König, nach Birkert, Böllstein, zur Burg Schnellerts und zur Hembacher Flachsdörre.
- Auf einer Anhöhe liegt der 18-Loch-Golfplatz des Golfclubs Odenwald e. V., teilweise mit Panoramaaussichten von den hügeligen Fairways auf den Ort und seine Umgebung.
- Rad-/Trailweg durch Kirchbrombach und Umgebung.[10]

## Verkehr
Durch Kirchbrombach führt in Ost-West-Richtung die Kreisstraße K 88 nach Langenbrombach zur Landesstraße L 3414. Innerörtlich zweigt nach Norden die K 86 in Richtung Nieder-Kinzig ab zur L 3318.

## Persönlichkeiten
- Johann Adam Groh (1824–1881), Pfarrer und Dekan
- Martin Heusel (1927–2021), evangelischer Pfarrer und Kirchenpolitiker
- Achim Aurnhammer (* 1952), Literaturwissenschaftler
- Peter Meisinger (* 1954), deutscher Handballspieler und -trainer